# Jelena Vladimirovna Boldireva
Jelena Vladimirovna Boldireva, ruska kemičarka, * 4. februar 1951, Tomsk, Sovjetska zveza.
Boldireva je od leta 2003 vodja oddelka za kemijo na Državni univerzi Novosibirsk. 1. junija 2017 je bila izvoljena za dopisno članico Slovenske akademije znanosti in umetnosti.